# アミカモドキ
アミカモドキは、双翅目（ハエ目）アミカモドキ科（Deuterophlebiidae）に属する昆虫の総称。アミカモドキ属 Deuterophlebia のみが属する（単型）。

## 概要
アミカに近縁な双翅目。オスは触角が非常に長い。渓流に生息し、オスは流れ沿いでメスが孵化するのを待って、交尾のチャンスを狙っている。

## 分類
本科のみでアミカモドキ下目 Deuterophlebiomorpha を構成するという主張もあるが、広く受け入れられておらず、通常はアミカ下目に含まれる。
アミカモドキ科にはアミカモドキ属のみが所属する。アミカモドキ属に属する種は、旧世界から8種、新世界から6種が記録されている。日本からは1種、ニホンアミカモドキ D. nipponica が記録されている。